# 아이팟 셔플
아이팟 셔플(iPod Shuffle)은 애플에서 생산했던 MP3 플레이어이다. 2005년 1월 11일 "life is random."라는 태그라인과 함께 맥월드에서 공개되었다. 아이팟 셔플은 하드 디스크 대신 플래시 메모리를 저장 장치로 사용한 최초의 아이팟이다. 2006년 9월 아이팟 셔플 2세대가 아이팟 5세대와 나노 2세대와 함께 공개되었다. 2007년 1월 31일에는 다양한 색상을 가진 아이팟 셔플 2세대가 출시되었다. 2009년 3월 12일에는 모든 조작버튼을 없애 크기를 획기적으로 줄인 아이팟 셔플 3세대가 출시되었다. 또한 곡 제목, 아티스트, 재생목록, 배터리 잔량을 음성으로 알려주는 보이스오버 (소프트웨어)기능이 탑재되었다. 2010년 9월 8일에는 아이팟의 상징인 클릭휠을 부활시킨 아이팟 셔플 4세대가 출시되었다. 2017년 7월 27일 iPod nano와 함께 마지막 세대인 4세대 출시 이후 7년여만에 단종되었다. 

## 모델
| 세대                      | 사진 | 용량 | 색상                                                               | 연결방식                                | 공개날짜               | 운영체제 요구사항        | 음악 재생시간 |
| ------------------------- | --- | --- | ------------------------------------------------------------------ | --------------------------------------- | ---------------------- | ------------------------ | ------------- |
| 1세대                     | | 512 MB | 흰색                                                               | USB (연결 케이블이 필요없음, 자체 내장) | 2005년 1월 11일        | 맥: 10.2.8 윈도우: 2000  | 12시간        |
| 1세대                     | 1 GB | | 흰색                                                               | USB (연결 케이블이 필요없음, 자체 내장) | 2005년 1월 11일        | 맥: 10.2.8 윈도우: 2000  | 12시간        |
| 1세대                     | 아이팟 셔플의 1세대 제품. 저장매체로 낸드 플래시 메모리를 사용하며, 스크린이 없는 최초의 아이팟이다. | |                                                                    |                                         |                        |                          |               |
| 2세대                     | second generation iPod Shuffle | 1 GB | 은색                                                               | USB 2.0 (거치대를 이용한 전송)          | 2006년 9월 12일        | 맥: 10.3.9 윈도우: 2000  | 12시간        |
| 2세대                     | second generation iPod Shuffle | 산화피막 처리된 알류미늄 케이스에 작은 클립이 달려 있는 디자인으로, 클립으로 어디든지 메달 수 있다. 매우 작고 귀엽다. |                                                                    |                                         |                        |                          |               |
| 2세대 2007년 초반 신 색상 | second generation iPod Shuffle | 1 GB | 은색 주황색 녹색 파란색 분홍색                                     | USB 2.0 (거치대를 이용한 전송)          | 2007년 1월 30일        | 맥: 10.3.9 윈도우: 2000  | 12시간        |
| 2세대 2007년 초반 신 색상 | second generation iPod Shuffle | 4가지 새로운 색상 업데이트                                                                                            |                                                                    |                                         |                        |                          |               |
| 2세대 2007년 후반 신 색상 | second generation iPod Shuffle | 1 GB | 은색 하늘색 연두색 연보라색 PRODUCT (RED) Special Edition - 빨간색 | USB 2.0 (거치대를 이용한 전송)          | 2007년 9월 5일         | 맥: 10.4.8 윈도우: 2000  | 12시간        |
| 2세대 2007년 후반 신 색상 | second generation iPod Shuffle | 2 GB | 은색 하늘색 연두색 연보라색 PRODUCT (RED) Special Edition - 빨간색 | USB 2.0 (거치대를 이용한 전송)          | 2008년 2월 19일        | 맥: 10.4.8 윈도우: 2000  | 12시간        |
| 2세대 2007년 후반 신 색상 | second generation iPod Shuffle | 녹색과 파란색이 연두색과 하늘색으로 바뀌고, 주황색과 분홍색이 사라졌다.                                               |                                                                    |                                         |                        |                          |               |
| 2세대 2008년 후반 신 색상 | second generation iPod Shuffle | 1 GB | 은색 파란색 녹색 분홍색 PRODUCT (RED) Special Edition - 빨간색     | USB 2.0 (거치대를 이용한 전송)          | 2008년 9월 9일         | 맥: 10.4.10 윈도우: 2000 | 12시간        |
| 2세대 2008년 후반 신 색상 | second generation iPod Shuffle | 2 GB | 은색 파란색 녹색 분홍색 PRODUCT (RED) Special Edition - 빨간색     | USB 2.0 (거치대를 이용한 전송)          | 2008년 9월 9일         | 맥: 10.4.10 윈도우: 2000 | 12시간        |
| 2세대 2008년 후반 신 색상 | second generation iPod Shuffle | 하늘색과, 연두색이 다시 파란색과 녹색으로 바뀌었으며, 연보라색은 분홍색으로 대체되었다.                               |                                                                    |                                         |                        |                          |               |
| 3세대                     | | 4 GB | 은색 검은색                                                        | USB 2.0 (3.5극 케이블을 이용하여 전송)  | 2009년 3월 11일        | 맥: 10.4.11 윈도우: XP   | 10시간        |
| 3세대                     | 매우 작아진 디자인, 웬만한 손가락 하나로 가려진다. 2세대와 마찬가지로 클립이 있지만, 제품 자체가 매우 작아져, 넥타이에 매달면 넥타이 클립처럼 보인다. 조작은 동봉된 이어폰 리모트로 조작하며, 2가지 색상으로 발매되었다. (은색, 검은색) 음성안내기술(보이스 오버)이 탑재되었다. 1~2GB 용량을 동시에 판매중이다. | |                                                                    |                                         |                        |                          |               |
| 3세대 2009년 후반 신 색상 | 2 GB | 은색 검은색 파란색 녹색 분홍색                                                                                        | USB 2.0 (3.5극 케이블을 이용하여 전송)                             | 2009년 9월 9일                          | 맥: 10.4.11 윈도우: XP | 10시간                   |               |
| 3세대 2009년 후반 신 색상 | 4 GB | 은색 검은색 파란색 녹색 분홍색                                                                                        | USB 2.0 (3.5극 케이블을 이용하여 전송)                             | 2009년 9월 9일                          | 맥: 10.4.11 윈도우: XP | 10시간                   |               |
| 3세대 2009년 후반 신 색상 | 유광 스테인레스의 재질의 스페셜 버전 (애플 온라인 스토어에서만 구입할 수 있다.) | | USB 2.0 (3.5극 케이블을 이용하여 전송)                             | 2009년 9월 9일                          | 맥: 10.4.11 윈도우: XP | 10시간                   |               |
| 3세대 2009년 후반 신 색상 | 새로운 색상과, 새로운 4 GB의 용량의 스테인레스 스페셜 버전을 구입할 수 있다. | |                                                                    |                                         |                        |                          |               |
| 4세대                     | | 2 GB | 은색 주황색 파란색 녹색 분홍색                                     | USB 2.0 (3.5극 케이블을 이용하여 전송)  | 2010년 9월 1일         | 맥: 10.5.8 윈도우: XP    | 15시간        |
| 4세대 2012년 후반 신 색상 | 2 GB | 은색 검은색 하늘색 연두색 분홍색 보라색 노란색 PRODUCT (RED) Special Edition - 빨간색                                 | 2012년 9월 12일                                                    | USB 2.0 (3.5극 케이블을 이용하여 전송)  | 맥: 10.6.8 윈도우: XP  |                          | 15시간        |
| 4세대 2015 중반 신 색상   | 2 GB | 은색 검은색 금색 분홍색 파란색 PRODUCT (RED) Special Edition - 빨간색                                                 | 2015년 7월 15일                                                    | USB 2.0 (3.5극 케이블을 이용하여 전송)  | 맥: 10.7.5 윈도우: 7   |                          | 15시간        |

## 보조 제품
애플과 서드 파티 제조업체 모두 아이팟 셔플을 위한 다양한 보조 제품을 제공하고 있다. 애플은 팔에 붙이고 다니는 "암밴드 부착", 제품을 보호하는 "스포츠 케이스", 컴퓨터에 쉽게 연결할 수 있는 "아이팟 셔플 독"과 같은 보조품을 제공한다.

## PRODUCT RED
PRODUCT RED(프로덕트 레드)는 아이팟 셔플의 스페셜 제품이다. 이 제품은 색깔이 빨갛고, 이 제품을 사면 제품 가격의 일부는 아프리카의 말라리아 퇴치 사업에 기부를 한다. 일부 사람들은 이 제품을 기부를 위해 구매하기도 한다.

## 같이 보기
- 애플
- 아이팟 나노
- 아이팟 터치
- 아이튠즈
- 아이튠즈 스토어